# 김완철
김완철(金完鐵, 1981년 7월 4일 ~ )은 대한민국의 전직 스타크래프트 프로게이머이다. KimWanChul라는 아이디를 사용하며, 종족은 저그이다.
2000년 SouL의 멤버로 입단, 프로게이머 활동을 시작했다.
2002년 군입대로 인해 프로게이머 활동을 중단하였으며 2004년 군 제대 후 다시 복귀하였다.
2005년 은퇴하였다.

## 수상 경력
- 2002년 gamei 배 주장원전 우승 1회/ 준우승 3 번
- 2002년 Game-Q 첼린저리그 우승
- 2002년 ghemTV 2차 스타리그 8강
- 2002년 2002 KPGA 투어 1차리그 16강
- 2002년 프리챌배 온게임넷 스타리그 16강